# Pedro Portocarrero Angulo
Para otros personajes del mismo nombre, ver Pedro Portocarrero (desambiguación)
Pedro Portocarrero (Buenaventura, 13 de mayo de 1977) es un exfutbolista colombiano. Jugaba de defensa y su último equipo fue La Equidad de Colombia.

## Trayectoria

### Inicios
Empezó en las inferiores de Independiente Santa Fe, donde debutó como profesional en 1998. Jugó en el club hasta el finales de 1999, alternando la titularidad con la suplencia.

## Selección nacional
Fue internacional con la selección de 1999 a 2008, jugando en 9 partidos sin ningún gol y participando en la Copa América 1999 y las Eliminatorias a Sudáfrica 2010

### Participaciones enCopas América
| Torneo            | Sede     | Resultado        | PJ | GA | Asis |
| ----------------- | -------- | ---------------- | -- | -- | ---- |
| Copa América 1999 | Paraguay | Cuartos de final | 1  | 0  | 0    |

### Participaciones enEliminatorias al Mundial
| Eliminatoria                            | Sede del Mundial | Posición      | Resultado | PJ | GA | Asis |
| --------------------------------------- | ---------------- | ------------- | --------- | -- | -- | ---- |
| Eliminatorias Mundial de Sudáfrica 2010 | Sudáfrica        | 7°lugar 23pts | Eliminado | 2  | 0  | 0    |

## Clubes
| Club             | País      | Año       |
| ---------------- | --------- | --------- |
| Santa Fe         | Colombia  | 1998-1999 |
| Tenerife         | España    | 1999      |
| San Lorenzo      | Argentina | 2000-2001 |
| Santa Fe         | Colombia  | 2001-2004 |
| Atlético Huila   | Colombia  | 2005      |
| Cúcuta Deportivo | Colombia  | 2006-2010 |
| Libertad         | Paraguay  | 2011      |
| Patriotas        | Colombia  | 2012      |
| La Equidad       | Colombia  | 2013-2014 |